# 阿德尔莫·布尔加雷利
阿德尔莫·布尔加雷利（義大利語：Adelmo Bulgarelli，1932年3月23日—1984年7月20日），意大利男子摔跤运动员。他曾代表意大利参加1956年、1960年和1964年夏季奥林匹克运动会摔跤比赛，获得一枚铜牌。